# Rupert Graf Strachwitz
Rupert Graham Josef Graf Strachwitz (* 30. April 1947 in Luzern) ist Politikwissenschaftler und Historiker. Er ist ehren- und hauptamtlich, praktisch, beratend, forschend und lehrend im Bereich Zivilgesellschaft und Stiftungswesen tätig.

## Familie
Rupert ist der Sohn des deutschen Diplomaten Rudolf Graf Strachwitz (1896–1969) und der englischen Schriftstellerin Barbara Greene (1907–1991).
Er heiratete im Jahr 1974 Franziska Prinzessin von Hanau, Gräfin von Schaumburg (* 1954). Die Ehe wurde im Jahr 1986 geschieden. Das Paar hat zwei Kinder: Victoria (* 1978) und Benedikt (* 1980).

## Leben
Er wuchs in Mendoza (Argentinien), Rom und Berchtesgaden auf. Er studierte Politikwissenschaft, Geschichte und Kunstgeschichte in den USA (Colgate University) und in München bis 1974. Seine Magisterarbeit befasste sich mit den ‚Levellers‘, einer zivilgesellschaftlichen revolutionären Gruppe in England im 17. Jahrhundert. Nach sieben Jahren Berufstätigkeit im Malteserorden im Ausland und Malteser-Hilfsdienst in Deutschland war er von 1980 bis 1987 Präsident der Verwaltung des Herzogs von Bayern und zugleich ehrenamtliche Führungskraft beim Malteser Hilfsdienst sowie Mitglied verschiedener Gremien des Deutschen Caritasverbandes, zuletzt von 1984 bis 1985 als Vizepräsident.
Im Jahr 1987 begann er mit der Beratungstätigkeit für Stiftungen und andere gemeinnützige Organisationen. 1989 gründete er die Maecenata Management GmbH, München, als spezialisierte Dienstleistungs- und Beratungsgesellschaft für diesen Bereich. Seit 1997 ist er Direktor des Maecenata Instituts für Philanthropie und Zivilgesellschaft, seit 2010 im Vorstand der Maecenata Stiftung, Er hat vielfach zum Themenbereich Zivilgesellschaft, Bürgerschaftliches Engagement, Religion und Zivilgesellschaft, Philanthropie, Stiftungswesen sowie zu europäischen Themen publiziert.
Er war Gründungsmitglied und in den Jahren 1994 bis 1997 Vorsitzender von Euconsult, einer europäischen Vereinigung der Berater für den gemeinnützigen Bereich. Von 1995 bis 2000 war er Vorsitzender des deutschen Beirats des Johns Hopkins Comparative Nonprofit Sector Project, von 1999 bis 2002 Mitglied der Enquete-Kommission ‚Zukunft des bürgerschaftlichen Engagements‘ des Deutschen Bundestages, von 2000 bis 2007 Mitglied des Stiftungsrates der Fondazione Cariplo, Mailand, von 1992 bis 2011 Mitglied des Rates von Europa Nostra, dem europäischen Kulturerbeverband und von 1999 bis 2009 Vorstandsmitglied der Theodor-Heuss-Stiftung.
Er ist Mitglied von Stiftungsräten und -vorständen im In- und Ausland. Er wirkt in zwei Ausschüssen des Deutschen Kulturrats mit, ist stellvertretender Vorsitzender der Deutsch-Britischen Gesellschaft Berlin, war Vorsitzender des Bundesfachausschusses Kultur der FDP und Ehrenvorsitzender des Freundeskreises Kloster Andechs.
Er ist stellvertretender Vorsitzender des Beirats, den der ADAC im März 2014 berufen hat, um seinen Reformprozess zu begleiten.
Strachwitz lebt in Berlin.

## Auszeichnungen
- 1991 – Verdienstorden der Italienischen Republik
- 2008 – Verdienstkreuz am Bande des Verdienstordens der Bundesrepublik Deutschland[8]

## Schriften (Auswahl)
- Achtung vor dem Bürger. Ein Plädoyer für die Stärkung der Zivilgesellschaft. Herder, Freiburg (Breisgau) u. a. 2014, ISBN 978-3-451-33572-3.
- Die Stiftung – ein Paradox? Zur Legitimität von Stiftungen in einer politischen Ordnung (= Maecenata-Schriften. 5). Lucius & Lucius, Stuttgart 2010, ISBN 978-3-8282-0501-7 (zugleich: Münster, Universität, Dissertation, 2009).
- Die Idee des Guten – eines der obersten Ziele Platons. Stiftungen in Deutschland – Geschichte und Gegenwart. In: die waage. Zeitschrift der Grünenthal GmbH. Band 35, Nr. 3 (= S. 88–133: Stiftungen), 1996, S. 90–96.
- als Herausgeber mit Gabriele Muschter: Keine besonderen Vorkommnisse? Zeitzeugen berichten über den Mauerfall. Victoria Strachwitz (Interviews). Stapp, Berlin 2009, ISBN 978-3-87776-233-2.
- als Herausgeber: Dritter Sektor – Dritte Kraft. Versuch einer Standortbestimmung. Raabe, Düsseldorf 1998, ISBN 3-88649-530-2.
- als Herausgeber mit Florian Mercker: Stiftungen in Theorie, Recht und Praxis. Handbuch für ein modernes Stiftungswesen. Duncker & Humblot, Berlin 2005, ISBN 3-428-11680-1.
- als Herausgeber mit Stefan Nährlich, Eva Maria Hinterhuber und Karin Müller: Bürgerstiftungen in Deutschland. Bilanz und Perspektiven (= Bürgergesellschaft und Demokratie. 23). VS – Verlag für Sozialwissenschaften, Wiesbaden 2005, ISBN 3-531-14601-7.